# Tommy Cummings
Tommy Cummings (n. 12 septembrie 1928, Sunderland, Anglia, Regatul Unit – d. 12 iulie 2009, Blackburn, Anglia, Regatul Unit) a fost un fotbalist și antrenor englez.
Tommy și-a început cariera la clubul Hilton Colliery Juniors, iar calitățile sale de mijlocaș au făcut ca acesta să facă parte din echipa de juniori a Angliei la campionatul din 1947 din Strasbourg. În același an a asemnat un contract de profesionist cu clubul Burnley FC, club pentru care a debutat în decembrie 1948.
În martie 1963 a fost numit antrenor-jucător la Mansfield FC, cu care a promovat din liga a patra. A fost numit antrenor la Aston Villa în vara anului 1967 însă a fost concediat în noiembrie 1968.